# Clovia dryas
Clovia dryas is een halfvleugelig insect uit de familie Aphrophoridae. De wetenschappelijke naam van deze soort is voor het eerst geldig gepubliceerd in 1905 door Kirkaldy.